# دان أنكا
دان أنكا (بالرومانية: Dan Anca)‏ هو لاعب كرة قدم روماني في مركز الوسط، ولد في 7 يناير 1947 في Turda ‏ في رومانيا، وتوفي بنفس المكان في 20 أكتوبر 2005. شارك مع منتخب رومانيا تحت 21 سنة لكرة القدم ومنتخب رومانيا لكرة القدم. أما مع النوادي، فقد لعب مع جامعة كلوج.

## وصلات خارجية
- دان أنكا على موقع قاعدة بيانات كرة القدم.إي يو (الإنجليزية)
- دان أنكا على موقع ناشيونال فوتبول تيمز (الإنجليزية)
- دان أنكا على موقع عالم كرة القدم.نت (الإنجليزية)